# Maria Presentatiekerk (Roelofarendsveen)
De Maria Presentatiekerk is een rooms-katholieke kerk aan het Pastoor Onelplein 3 in Roelofarendsveen.
De Maria Presentatieparochie werd in 1950 opgericht. Tot een permanent kerkgebouw beschikbaar was, werd een kleine noodkerk ingericht. Op 8 augustus 1950 werd begonnen met de bouw van de nieuwe kerk, die op 22 mei 1951 werd ingewijd.
De architect was H.P.J. de Vries uit Rotterdam. Hij ontwierp een eenbeukige kerk, met een halfronde apsis en een hoog zadeldak. Boven de hoofdingang hangt een groot rozetraam. In 2006 werd een kleine Mariakapel aan de kerk toegevoegd.
De kerk wordt tot op heden gebruik door de parochie Emanuel.